# Michałów (powiat Pińczowski)
Michałów is een dorp in het Poolse woiwodschap Województwo świętokrzyskie, in het district Pińczowski. De plaats maakt deel uit van de gemeente Michałów.